# Пастухов, Николай Фёдорович
Николай Фёдорович Пастухов (25 декабря 1927—23 ноября 2003) — передовик советского сельского хозяйства, бригадир совхоза «Станционный» Комсомольского района Кустанайской области, Герой Социалистического Труда (1979) .

## Биография
Родился в 1927 году в селе Фадеевка, Кустанайского округа, Казахской АССР. Русский
После завершения обучения в сельской школе и на курсах механизаторов трудился в местной МТС Карабалыкского района.
В 1944 году был призван в ряды Красной Армии. Участник боёв против 5-й Квантунской армии Японии в августе 1945 года. После окончания войны воинская часть где служил Николай Пастухов охраняла электростанцию и занималась её демонтажем. В начале 1950-х принимал участие в Корейской войне.
В 1952 году, через восемь лет, вернулся домой и стал работать водителем машины в Станционной МТС. В 1958 году МТС расформировали и он пошёл трудился в колхоз. Работал механизатором широкого профиля, с 1965 года бригадир в совхозе «Станционный».
Его бригада всегда собирала высокий урожай и одной из первых получила звание «Коммунистическая». Урожай зерновых за восьмую пятилетку в среднем составил 21,6 центнера с гектара, а по итогам 1970 года 31, 4 центнера с гектара. По итогам этой пятилетки Пастухов был награждён двумя орденами Ленина.
Указом Президиума Верховного Совета СССР от 12 апреля 1979 года за особые заслуги в развитии сельского хозяйства Николаю Фёдоровичу Пастухову было присвоено звание Героя Социалистического Труда с вручением ордена Ленина и медали «Серп и Молот».
Проживал в селе Фадеевка. Умер 23 ноября 2003 году.

## Награды
- золотая звезда «Серп и Молот» (08.03.1948)
- Три ордена Ленина (08.04.1971, 10.12.1973, 08.03.1948)
- Орден Отечественной войны II степени (11.03.1985)
- Медаль «За трудовое отличие» (11.01.1957)
- другие медали.

Заслуженный механизатор республики Казахстан.